# 실리아 웨스턴
실리아 웨스턴(영어: Celia Weston, 1951년 12월 14일 ~ )은 미국의 배우이다. 영화 《10일 안에 남자 친구에게 차이는 법》에 출연하였다.

## 출연 작품
- 10일 안에 남자 친구에게 차이는 법
- 마이 히어로